# El Saladito
El Saladito är en ort i Mexiko.   Den ligger i kommunen Marín och delstaten Nuevo León, i den centrala delen av landet, 700 km norr om huvudstaden Mexico City. El Saladito ligger 402 meter över havet och antalet invånare är 489.
Terrängen runt El Saladito är lite kuperad. Runt El Saladito är det mycket glesbefolkat, med 6 invånare per kvadratkilometer. Närmaste större samhälle är Fraccionamiento Real Palmas, 12,8 km väster om El Saladito. Trakten runt El Saladito består i huvudsak av gräsmarker.